# VSMPO-AVISMA
VSMPO-AVISMA (ВСМПО-АВИСМА ; en forme longue Verkhnesaldinskoïe metallourguitcheskoïe proïzvodstvennoïe ob'iedinenie, en russe : Верхнесалдинское металлургическое производственное объединение) est une entreprise cotée russe dont le siège social se trouve à Verkhniaïa Salda, dans l'Oblast de Sverdlovsk.
VSMPO-AVISMA est cotée dans l'indice RTS à la Bourse de Moscou. C'est le numéro un mondial de la production de titane (25 à 30 % du marché mondial). De plus, l'entreprise produit de l'aluminium, du magnésium et des structures métalliques. Sa production est principalement destinée à l'industrie aéronautique, qui générait 74% de ses revenus en 2020. La production de l'entreprise est exportée dans plus de cinquante pays.
VSMPO-AVISMA est majoritairement détenue par la société Industrial Investments LLC, elle-même détenue majoritairement par le milliardaire russe Mikhail Shelkov.
En dehors de ses sites en Russie, VSMPO-AVISMA est présente, avant l'invasion de l'Ukraine par la Russie, en Ukraine, au Royaume-Uni, en Suisse, en Allemagne et aux États-Unis.

## Histoire
VSMPO-AVISMA a été fondée en 1941, dans la région de Sverdlovsk, dans l'Oural, sur la base de l'usine métallurgique de Verkhniaïa Salda, le premier fournisseur mondial et pratiquement l'unique fabricant russe de titane.
L'une de ses premières et principales machines-outils est une presse hydraulique de 75 000 t. de puissance fournie en 1957 par Novokramatorsky Mashinostroitelny Zavod qui sera la plus puissante du monde jusqu'en 2013,.
Le premier lingot de titane a été fondu à Verkhniaïa Salda en 1957, mais dès la fin des années 1970, l'usine est devenue l'un des plus grands producteurs mondiaux de lingots et de profilés en alliage de titane. À la fin des années 1980, la Russie est venue se placer en tête de liste des fournisseurs mondiaux de ce métal. À cette époque, le groupe VSMPO a pris place parmi les entreprises les mieux outillées du complexe militaro-industriel soviétique. Le groupe VSMPO-AVISMA est devenu le principal fournisseur de métal pour la plupart des projets aéronautiques, dont les avions commerciaux Tu-154, Tu-204, Il-86, Il-96 et An-124. Après avoir conquis le ciel, le titane est allé dans l'espace. Il a fait partie des matériaux qui ont servi à construire le lanceur Energia, la navette spatiale Bourane et le complexe spatial Soyouz-Apollo.

## Produits

### Titane
Le produit phare de VSMPO-AVISMA est l'alliage extra-dur VST 5553 conçu par les ingénieurs de Verkhniaïa Salda dans le but de fabriquer des pièces critiques de cellules d'avions. 
VSMPO-AVISMA produit du ferrotitane haut de gamme avec une teneur de titane de 20 % à 75 %.

### Aluminium
VSMPO-AVISMA fabrique des alliages d'aluminium d'industries de construction mécanique et de bâtiment d'une très haute résistance. Le plus fabriqué est l'alliage d'aluminium, magnésium et cuivre (duralumin ou dural seulement, appelé après la ville allemande Duren). Cet alliage est caractérisé particulièrement par une haute résistance qui est environ 7 fois plus haute que pour de l'aluminium pur.

## Affaires
Au début des années 2020, le consortium VSMPO-AVISMA est le principal fournisseur de pièces en alliage de titane pour des sociétés aussi réputées que Boeing, Airbus, Safran, Embraer, Goodrich, Snecma Moteurs, Rolls Royce, Pratt & Whitney et d'autres encore. Le consortium livre également du titane à des entreprises d'autres secteurs de l'industrie : constructions mécaniques pour l'industrie chimique, production d'énergie, dont l'énergie nucléaire, fabrication d'implants chirurgicaux.
Sur le marché russe, VSMPO-AVISMA couvre entièrement les besoins des entreprises aéronautiques, d'armements et de constructions mécaniques en produits à base de titane. Le consortium reste depuis longtemps le partenaire fiable de plus de 1 000 sociétés en Russie et ailleurs, dont Sukhoï, JSC KNAAPO, IRKOUT, Aviant, UMPO, Salut, fusées Saturn, PMZ, Motor Sich et d'autres encore. Le consortium VSMPO-AVISMA est certifié par presque tous les producteurs mondiaux de matériels aérospatiaux. C'est la seule société russe à posséder plus de 250 certificats internationaux de qualité.
En août 2006, VSMPO-Avisma et Boeing ont signé un accord de coopération jusqu'à 2030. Aux termes de ce document, Boeing achètera au métallurgiste russe des articles et des matériaux pour un volume total allant jusqu'à 18 milliards de dollars. En se fondant sur les accords existants, VSMPO-Avisma entend donc porter le volume de ses livraisons au constructeur aéronautique américain à 36 milliards de dollars. L'avionneur américain Boeing et le producteur russe de titane VSMPO-Avisma ont créé en août dernier une société commune de composants aéronautiques, dont le président russe Vladimir Poutine s'est ostensiblement félicité dans un contexte de tensions avec Washington.
Cette coopération entre le géant américain de l'aéronautique et le leader mondial de la production de titane vise à fabriquer des composants en titane pour le futur Dreamliner, selon l'agence Interfax. La société commune sera détenue à égalité par les deux partenaires, qui vont y investir 60 millions de dollars au total.
Boeing et VSMPO-Avisma avaient signé une lettre d'intention en avril pour la création de la coentreprise. Les composants doivent être produits à Verkhnyaya Salda, dans l'Oural et leur finition effectuée dans une usine de Boeing à Portland (Oregon). La société devrait vendre des composants d'une valeur de 250 à 400 millions de dollars selon le nombre de Dreamliner qui seront vendus dans le monde, 10 % du fuselage du Dreamliner sera constitué de titane russe.
VSMPO-AVISMA est aussi le principal fournisseur de titane pour le principal rival de Boeing : le géant aéronautique européen Airbus. Son long-courrier lourd de 420 tonnes, l'A380, se pose sur un train d'atterrissage dont la poutre horizontale en titane est la plus longue du monde, fabriquée par emboutissage à l'usine ouralienne. Aucune autre entreprise n'est en mesure de fournir des pièces de telles dimensions. Leur qualité est assurée par le fait qu'elles sont fabriquées à l'aide du matériel de forgeage le plus puissant et le plus performant du monde. En 2007, un nouveau projet sera lancé par Airbus : l'avion A350, pour lequel les métallurgistes de Verkhnyaya Salda fourniront des pièces embouties.
L'Union européenne importe chaque année, au début des années 2020, environ 70 000 tonnes de titane, dont les deux tiers à destination de l'industrie aéronautique et spatiale. La Russie est la première source d'approvisionnement en titane de l'aéronautique mondiale par l’intermédiaire de VSMPO-AVISMA. Le géant russe détient 25 à 30 % du marché mondial. D’une manière générale, dans le secteur aéronautique, 50 % du titane est importé de Russie. VSMPO-AVisma, fournit à lui seul près de la moitié du titane, métal léger et résistant utilisé par le secteur pour les trains d'atterrissage d'avions long-courriers, certaines pièces de moteurs ou de structures de fuselage.
À la suite des sanctions contre la Russie, les entreprises occidentales cherchent en 2024 des alternatives au titane provenant de Russie.

## Reprise des activités russes d'Arconic
En 2022, pour éviter les sanctions consécutives à la guerre russo-ukrainienne, la société Arconic a vendu ses activités en Russie à VSMPO-AVISMA, pour la somme de 230 millions de dollars.

## Participations de l'entreprise
[Quand ?]
- Nikopol, Ukraine
- VSMPO-Tirus R.U.
- Milton Keynes, Royaume-Uni
- Tirus International SA, Suisse
- Francfort-sur-le-Main, l'Allemagne
- VSMPO-Tirus États-Unis
- Moon Township, États-Unis de Pennsylvanie
- L'Ontario, Californie, les États-Unis
- VSMPO Tirus kg
- Pfäffikon, Suisse
- NF&M au niveau international
- Monaca, Pennsylvanie